# 라디오 신앙상담 따뜻한 동행
라디오 신앙상담 따뜻한 동행은 대한민국의 라디오 채널 PBC FM에서 평일 오후 4시 5분부터 오후 5시까지 방송했던 신앙전문 라디오 프로그램이다. 2016년 4월 15일 자로 1년만에 폐지되었다.
| PBC FM 평일 프로그램             |                             |                         |
| 이전                             | 라디오 신앙상담 따뜻한 동행 | 다음                    |
| 그대에게 평화를 박민우신부입니다 | 라디오 신앙상담 따뜻한 동행 | 음악이 있는 저녁 풍경   |
| 오후 2시 5분 ~ 오후 4시          | 오후 4시 5분 ~ 오후 5시     | 오후 5시 5분 ~ 저녁 7시 |
| 일부 지역 자체 방송              |                             | 일부 지역 자체 방송     |